# Лондонски договори (1358 - 1359)
Лондонските договори от 1358 и 1359 г. представляват опит за английски диктат над Франция по време на Стогодишната война. Сключени са между английския крал Едуард III и френския крал Жан II, докато последният е пленник на англичаните. Пленяването му е извършено в битката при Поатие през 1356 г.
Едуард решава да се възползва от ситуацията и да изкопчи от Жан ІІ големи отстъпки. В началото французинът отказва да преговаря, но постепенно променя становището си. До него достигат внимателно подбрани новини за хаоса, в който е изпаднала страната му (Парижкото въстание на Етиен Марсел, селското въстание Жакерия). Те го убеждават, че трябва да се преговаря. През септември 1357 г. той сяда на една маса с Едуард.
Първият договор е подписан на 8 май 1358 г. Там е определен откуп с невиждани досега размери – 4 млн екю, което прави 667 000 лири. Известно време това така стряска Жан, че той отказва да приеме. След това разбира, че няма избор. Съгласява се сумата да бъде изплатена на няколко транша по 600 000 екю. Що се отнася до териториите, Франция трябва да отстъпи на Англия една „по-голяма Аквитания“, включваща Поату и цялата долина на река Гарона. Към нея ще се прибавят две територии на север – Понтиьо и крепостта Кале (завладяна през 1347 г.).
Вторият договор е сключен на 24 май 1359 г. и е още по-тежък за Франция. Сумата и начинът на плащане на откупа са потвърдени, но сега Жан ІІ обещава англичаните да получат Бретан – херцогството, където от много години се води гражданска война. Заедно с него в английски ръце ще попаднат Анжу, Мен, Турен и Нормандия, тоест цяла западна Франция. Ако това се случи в действителност, почти 50% от страната ще бъде окупирана от англичаните. При това те налагат решението, че тези земи няма да са васални на френския крал, а ще бъдат суверенни английски владения.
Естествено, всеки от договорите предизвиква недоволство във Франция, където положението не е толкова зле, колкото изглежда. Там, в качеството си на регент, синът на краля Шарл (бъдещият Шарл V) вече е овладял хаоса и е на път да открие как да се справя с англичаните. Неговият отказ да приеме английския диктат (потвърден и от Генералните щати) кара Едуард ІІІ да се откаже от Лондонските договори и да обяви ново нашествие във Франция. За негово нещастие този поход (ноември 1359 – май 1360) е провал. Той го убеждава, че трябва по-умерено да преговаря с властите в Париж и така на 8 май 1360 г. се стига до известния договор от Бретини.